# Karl Heinrich Wiederkehr
Karl Heinrich Wiederkehr (* 1. Februar 1922 in Oftersheim; † 13. Januar 2012 in Hamburg) war ein deutscher Wissenschaftshistoriker.

## Leben

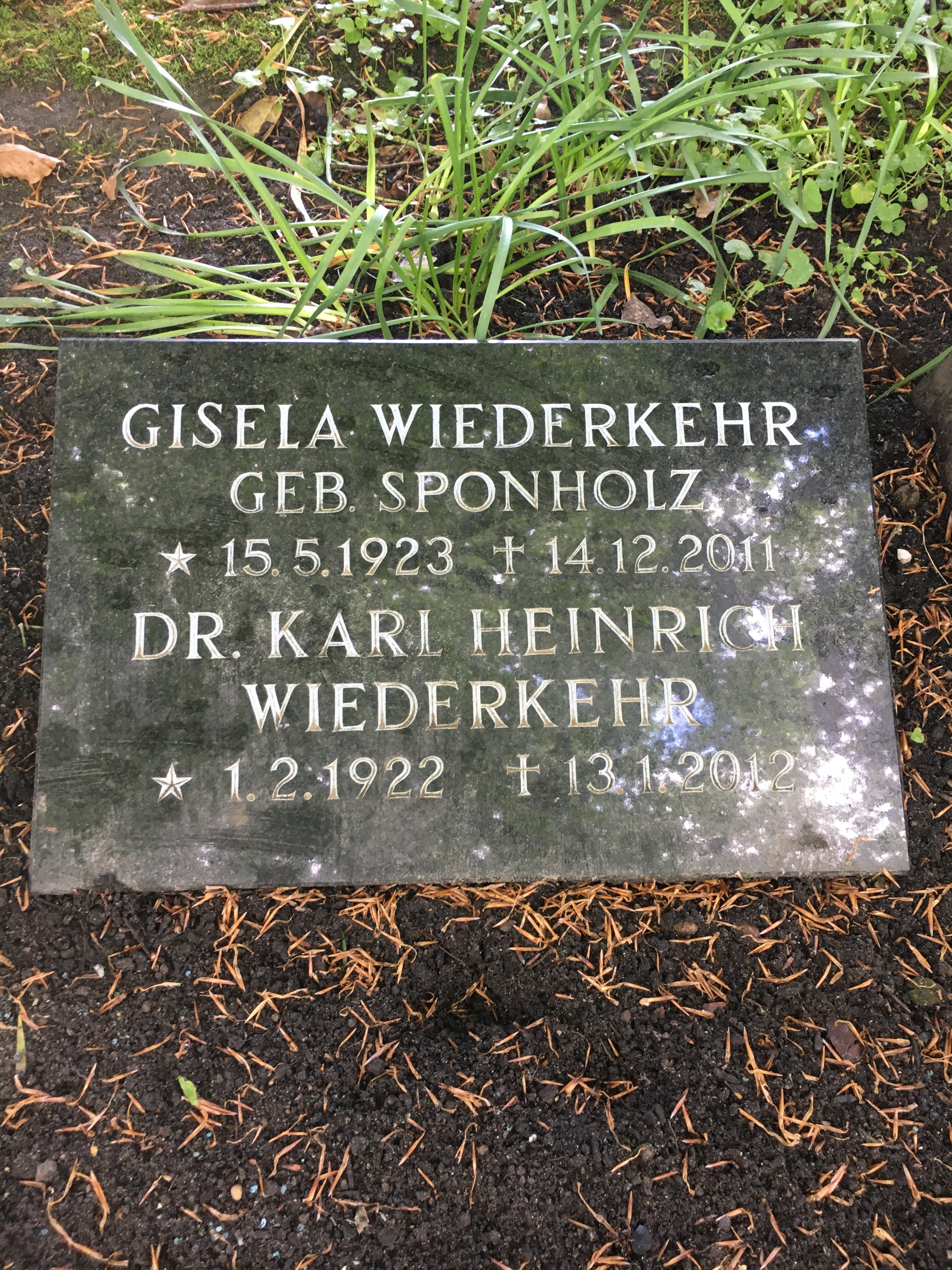
Grabstätte auf dem Friedhof Ohlsdorf

Nach der Habilitation bei Bernhard Sticker 1974 mit dem Thema René-Just Haüys Vorstellungen vom Kristallbau und einer chemischen Atomistik, die in vier Teilen in der Zeitschrift Centaurus (1977 und 1978) publiziert wurde, lehrte er als Privatdozent für Geschichte der Naturwissenschaften an der Universität Hamburg. Nach seiner Pensionierung als Gymnasiallehrer am Matthias-Claudius-Gymnasium Hamburg arbeitete er wieder verstärkt im Institut für Geschichte der Naturwissenschaften, Mathematik und Technik.
Karl Heinrich Wiederkehr wurde auf dem Friedhof Ohlsdorf beigesetzt. Die Grabstätte liegt im Planquadrat AA 43 südöstlich von Kapelle 9.

## Veröffentlichungen (Auswahl)
- Wilhelm Webers Stellung in der Entwicklung der Elektrizitätslehre. Hamburg 1962, OCLC 73985031 (zugleich Dissertation, Hamburg 1962).
- Wilhelm Eduard Weber. Erforscher der Wellenbewegung und der Elektrizität 1804–1891 (= Große Naturforscher. Band 32). Wissenschaftliche Verlagsgesellschaft, Stuttgart 1967, OCLC 488519325.
- mit Hans-Jürgen Bersch: Klassische Experimente der Physik (= rororo-tele. Band 13). Rowohlt, Reinbek 1970, ISBN 3-499-60013-7.
- Beiträge in Fritz Krafft (Hrsg.): Vorstoß ins Unerkannte. Lexikon großer Naturwissenschaftler. 3. Auflage. Weinheim / New York / Toronto / Singapur 1999.
- mit Andre Koch Torres Assis und Gudrun Wolfschmidt: Weber’s Planetary Model of the Atom (= Nuncius Hamburgensis – Beiträge zur Geschichte der Naturwissenschaften. Band 19). tredition, Hamburg 2011, ISBN 3-8424-0241-4.